# Pavlovo (oblast de Kaliningrad)
Pavlovo (avant 1946: Lochstädt) est un village qui fait partie de la municipalité de Baltiisk dans l'oblast de Kaliningrad au bord de la lagune de la Vistule.

## Histoire
Le lieu est lié aux chevaliers teutoniques qui y construisirent le château de Lochstädt au XIIIe siècle pour surveiller la route de l'ambre. Les ruines du château, détruit en 1945, pendant la bataille de Königsberg et celle de l'encerclement d'Heiligenbeil, ont été" démolies dans les années 1960. 